# ContraPoints
娜塔莉·薇恩（英語：Natalie Wynn；1988年10月21日—）是一位美国YouTuber和政治讽刺视频創作者，她在其频道ContraPoints上探讨政治、性别、伦理、种族、社会批判和哲学等话题。她的视频经常对美国右翼保守派的政治争论提出反驳。她的许多视频都是由她一人分饰的多个角色之间的辩论构成的。她的视频因其精心设计的布景、服装和黑色幽默的基调而广受好评。

## 早年生活
薇恩在1988年10月21日出生于美国弗吉尼亚州阿灵顿县并在此长大。她的父亲是心理学教授，母亲是医生。在伯克利音乐学院学习了一段时间钢琴后，她在华盛顿特区的乔治城大学学习哲学，然后进入伊利诺伊州的西北大学攻读哲学博士学位，并担任讲师。她离开了西北大学，认为“一辈子当学者的想法无聊到了让我对生存感到绝望的地步”，随后搬到马里兰州的巴尔的摩建立关系，但最终失败了。不再继续攻读博士学位后，薇恩写小说、教钢琴，担任过律师助理和文案，最终选择作为视频创作者对当时网络中以“玩家门争议”为导火索兴起的另类右翼作出回应。

## YouTuber 生涯
薇恩于2008年开始发布YouTube视频，最初其视频专注于对宗教的批评以及表达其本人作为无神论者和怀疑论者的立场。2016年，她开设了ContraPoints频道以应对玩家门争议和右翼YouTube用户的日益流行，视频内容转变为反驳这些右翼群体的论点。早期的ContraPoints视频还涵盖了种族、种族主义和互联网激进化等主题。
在ContraPoints栏目的视频中，薇恩一般会使用哲学、社会学和个人经验来解释左翼思想并批评常见的保守主义、古典自由主义、另类右翼和法西斯主义的主要观点。其视频通常具有攻击性但基调风趣，包含超现实的黑色幽默、讽刺和性主题。她经常通过一人分饰辩论中的不同角色来说明概念。
薇恩于2018年接受The Verge的采访时，作者凯瑟琳·克罗斯（Katherine Cross）注意到，薇恩的真人和她在YouTube上展现出的形象有所不同。她认为，薇恩的YouTube往往有着“漫不经心、高冷、颓废和轻蔑”的形象，但真实的薇恩“可以很认真。而且她非常谨慎，都有点过于谨慎了，”而薇恩对这一评价表达了肯定，她表示“Contra有大屌能量。但我没有。”

## 个人生活
薇恩是一名跨性别女性，她于 2017 年开始了她的性别转变，而她此前的性别认同是酷儿。她是一名女权主义者，并自称是民主社会主义者和社会民主主义者.。

## 延伸閲讀
- d'Almeida, Pierre. . Cover story. Stylist.fr. No. 242. 2019-01-24: 30–33  [2019-02-03]. （原始内容存档于2019-02-04） （法语）.
- McCrea, Aisling; Robinson, Nathan J. . Current Affairs. 2019-06-09  [2019-06-12]. （原始内容存档于2019-06-12）.
- Placido, Dani Di. . Forbes. 2019-03-24  [2020-05-29]. （原始内容存档于2019-12-17）.